# San Ramón, Bolivia
San Ramón är en ort i Bolivia.   Den ligger i departementet Beni, i den norra delen av landet, 600 km norr om huvudstaden Sucre. San Ramón ligger 136 meter över havet och antalet invånare är 4 389.
Terrängen runt San Ramón är mycket platt. Trakten runt San Ramón är nära nog obefolkad, med mindre än två invånare per kvadratkilometer.. Det finns inga andra samhällen i närheten.
Omgivningarna runt San Ramón är huvudsakligen savann.